# Roupeldange
Roupeldange est une commune française située dans le département de la Moselle et le bassin de vie de la Moselle-Est, en région Grand Est.

## Géographie
Le village de Roupeldange est situé à 4 km au nord de Boulay-Moselle et à 12 km au sud de Bouzonville sur la route (l'actuelle RD 19) qui relie ces deux chefs-lieux de canton. Son relief est pratiquement plat, avec une altitude moyenne d'environ 200 m. Son territoire est bordé à l'ouest par la rivière la Nied. La vocation du village qui était initialement purement agricole est devenue progressivement résidentielle avec la création de lotissements construits à son entrée Sud de part et d'autre de la RD 19. On peut rejoindre en effet dans cette direction la ville de Metz, distante de 30 km, en une demi-heure par l'autoroute.

### Communes limitrophes
|             | Gomelange   | Éblange        |
| Guinkirchen | Roupeldange | Ottonville     |
| Hinckange   |             | Boulay-Moselle |

### Hydrographie
La commune est située dans le bassin versant du Rhin au sein du bassin Rhin-Meuse. Elle est drainée par la Nied.
La Nied, d'une longueur totale de 96,7 km, prend sa source dans la commune de Marthille, traverse 47 communes françaises, puis poursuit son cours en Allemagne où elle se jette dans la Sarre.

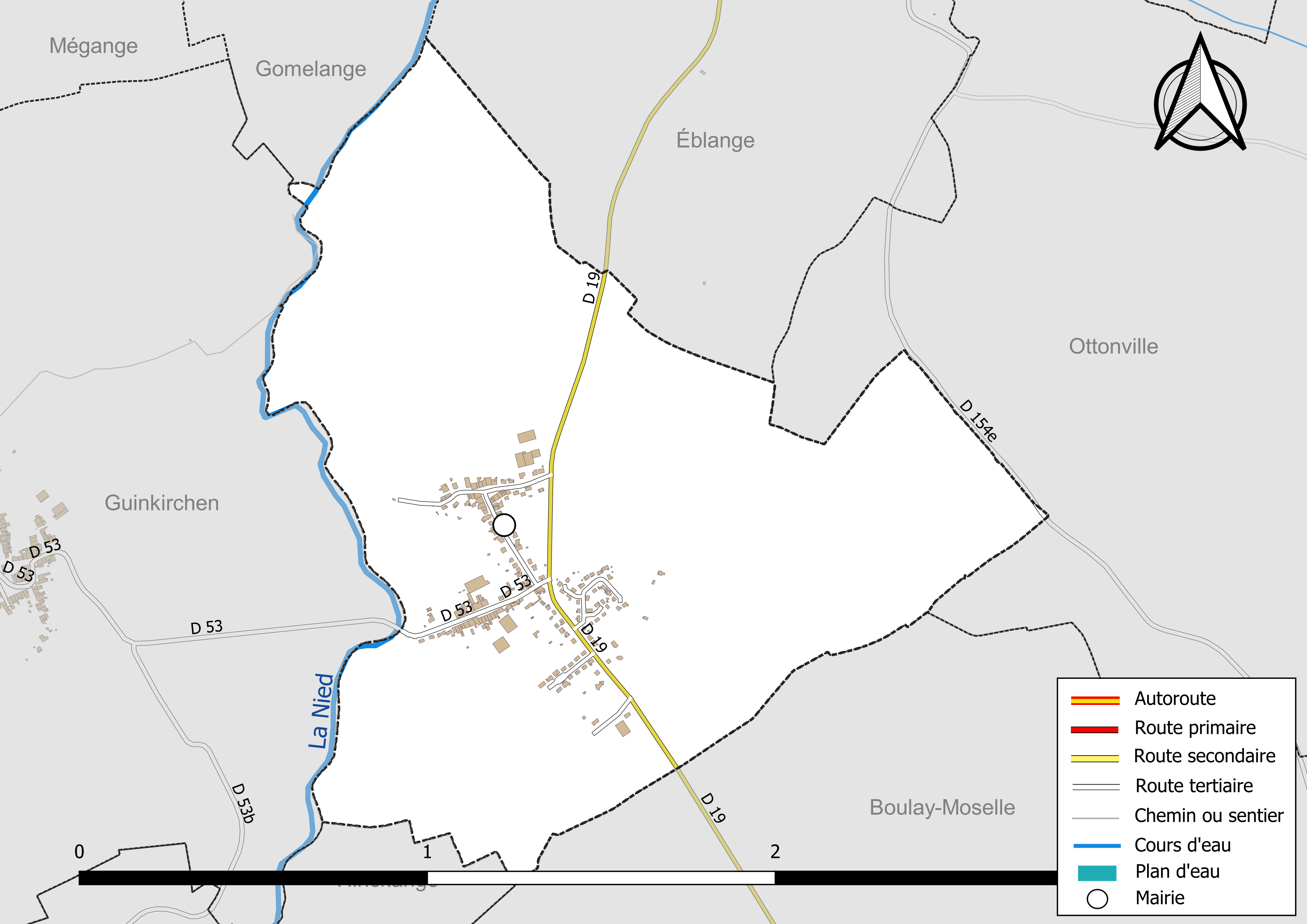
Réseaux hydrographique et routier de Roupeldange.

La qualité de la Nied peut être consultée sur un site spécial géré par les agences de l’eau et l’Agence française pour la biodiversité.

### Climat
Pour des articles plus généraux, voir Climat du Grand Est et Climat de la Moselle.
En 2010, le climat de la commune est de type climat des marges montargnardes, selon une étude du Centre national de la recherche scientifique s'appuyant sur une série de données couvrant la période 1971-2000. En 2020, Météo-France publie une typologie des climats de la France métropolitaine dans laquelle la commune est exposée à un climat semi-continental et est dans la région climatique  Lorraine, plateau de Langres, Morvan, caractérisée par un hiver rude (1,5 °C), des vents modérés et des brouillards fréquents en automne et hiver. 
Pour la période 1971-2000, la température annuelle moyenne est de 9,8 °C, avec une amplitude thermique annuelle de 16,9 °C. Le cumul annuel moyen de précipitations est de 760 mm, avec 11,6 jours de précipitations en janvier et 9 jours en juillet. Pour la période 1991-2020, la température moyenne annuelle observée sur la station météorologique de Météo-France la plus proche, « Malancourt », sur la commune d'Amnéville à 24 km à vol d'oiseau, est de 10,2 °C et le cumul annuel moyen de précipitations est de 884,1 mm. 
La température maximale relevée sur cette station est de 39,3 °C, atteinte le 25 juillet 2019 ; la température minimale est de −17,9 °C, atteinte le 5 janvier 1985,,. 
Les paramètres climatiques de la commune ont été estimés pour le milieu du siècle (2041-2070) selon différents scénarios d'émission de gaz à effet de serre à partir des nouvelles projections climatiques de référence DRIAS-2020. Ils sont consultables sur un site spécial publié par Météo-France en novembre 2022.

## Urbanisme

### Typologie
Au 1er janvier 2024, Roupeldange est catégorisée commune rurale à habitat dispersé, selon la nouvelle grille communale de densité à sept niveaux définie par l'Insee en 2022.
Elle est située hors unité urbaine. Par ailleurs la commune fait partie de l'aire d'attraction de Metz, dont elle est une commune de la couronne,. Cette aire, qui regroupe 245 communes, est catégorisée dans les aires de 200 000 à moins de 700 000 habitants,.

### Occupation des sols
L'occupation des sols de la commune, telle qu'elle ressort de la base de données européenne d’occupation biophysique des sols Corine Land Cover (CLC), est marquée par l'importance des territoires agricoles (74,7 % en 2018), une proportion sensiblement équivalente à celle de 1990 (73,9 %). La répartition détaillée en 2018 est la suivante : 
prairies (55,1 %), terres arables (19,6 %), zones urbanisées (13,6 %), forêts (11,7 %). L'évolution de l’occupation des sols de la commune et de ses infrastructures peut être observée sur les différentes représentations cartographiques du territoire : la carte de Cassini (XVIIIe siècle), la carte d'état-major (1820-1866) et les cartes ou photos aériennes de l'IGN pour la période actuelle (1950 à aujourd'hui).

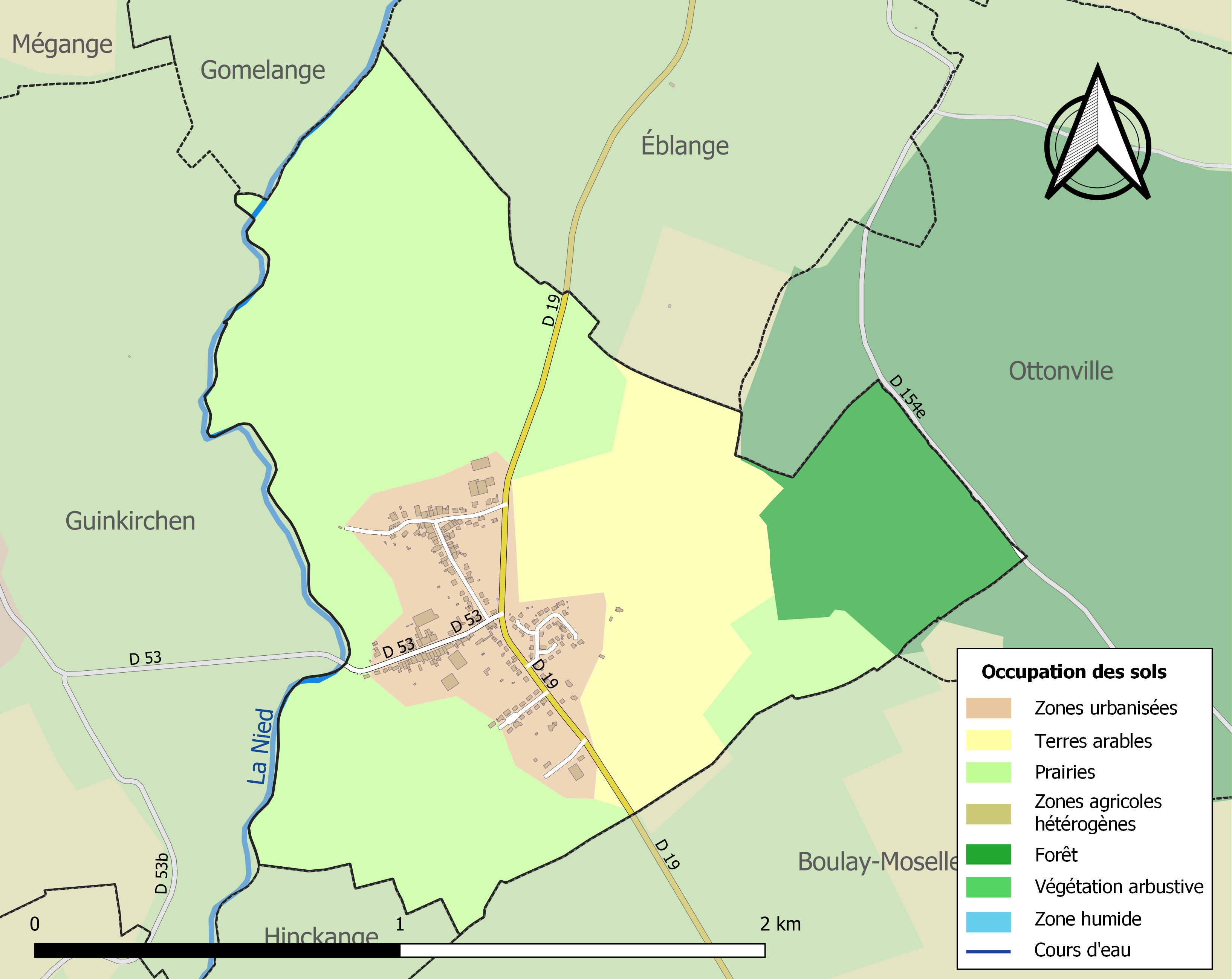
Carte des infrastructures et de l'occupation des sols de la commune en 2018 (CLC).

## Toponymie
- Le nom viendrait du patronyme Rupold suivi du suffixe -ing.
- En allemand : Ruplingen[14]. En francique lorrain : Roupling.
- Anciennes dénominations : Rubildinga (XIIe siècle), Rapaidainges (1235), Ropadainges (1238), Ruppeldeng (1271 et 1281), Roupeldanges (1300), Roppeldanges (1331), Les deux Repuldanges (1357), Repaldenges (1460), Rapaldenge (1479), Repadenges (1485), Rupplingen aliàs Ruppeldanges (1594), Ruplingen (1606), Rupeldange (1689 et 1779), Raupeldingen (1693), Rouplingen (1741)[15], Rupelange (1756), Roupeldange (1793), Ruplingen (1871-1918).

## Histoire
- Dépendait de l'ancienne province de Lorraine, partagée entre la seigneurie de Boulay et le pays messin (Haut-Chemin).

## Politique et administration
| Période                                  | Période   | Identité         | Étiquette | Qualité |
| ---------------------------------------- | --------- | ---------------- | --------- | ------- |
| mars 1995                                | mars 2001 | Bernard Hermal   |           |         |
| mars 2001                                | En cours  | Germain Vaillant |           |         |
| Les données manquantes sont à compléter. |           |                  |           |         |

## Démographie
L'évolution du nombre d'habitants est connue à travers les recensements de la population effectués dans la commune depuis 1793. Pour les communes de moins de 10 000 habitants, une enquête de recensement portant sur toute la population est réalisée tous les cinq ans, les populations de référence des années intermédiaires étant quant à elles estimées par interpolation ou extrapolation. Pour la commune, le premier recensement exhaustif entrant dans le cadre du nouveau dispositif a été réalisé en 2007.

En 2022, la commune comptait 338 habitants, en évolution de −10,11 % par rapport à 2016 (Moselle : +0,52 %, France hors Mayotte : +2,11 %).
| 1793 | 1800 | 1806 | 1821 | 1836 | 1841 | 1861 | 1866 | 1871 |
| ---- | ---- | ---- | ---- | ---- | ---- | ---- | ---- | ---- |
| 241  | 210  | 305  | 344  | 298  | 283  | 292  | 281  | 268  |

| 1875 | 1880 | 1885 | 1890 | 1895 | 1900 | 1905 | 1910 | 1921 |
| ---- | ---- | ---- | ---- | ---- | ---- | ---- | ---- | ---- |
| 268  | 268  | 264  | 255  | 266  | 231  | 231  | 208  | 200  |

| 1926 | 1931 | 1936 | 1946 | 1954 | 1962 | 1968 | 1975 | 1982 |
| ---- | ---- | ---- | ---- | ---- | ---- | ---- | ---- | ---- |
| 206  | 208  | 214  | 200  | 201  | 207  | 226  | 224  | 334  |

| 1990 | 1999 | 2006 | 2007 | 2012 | 2017 | 2022 | - | - |
| ---- | ---- | ---- | ---- | ---- | ---- | ---- | - | - |
| 387  | 376  | 382  | 383  | 388  | 369  | 338  | - | - |

## Lieux et monuments
- Église Sainte-Barbe (1765) : beau porche avec sainte Barbe (XVe siècle).
- Grand calvaire (1814).
- Vestiges gallo-romains : sculptures, monnaies.

## Héraldique
| Blason de Roupeldange | Blason  | Fascé d'or et d'azur de huit pièces, mi-parti d'or à la croix ancrée de gueules |
| Blason de Roupeldange | Détails | Le statut officiel du blason reste à déterminer.                                |